# 叙宰
叙宰（法語：Suzay，法語發音：[suzɛ]）是法国厄尔省的一个市镇，属于莱桑德利区。

## 地理
叙宰（49°16'21"N, 1°30'58"E）面积4.11 平方千米，位于法国诺曼底大区厄尔省，该省份为法国北部内陆省份，北起滨海塞纳省，西接奧恩省和卡爾瓦多斯省，南至厄尔-卢瓦省，东临瓦兹省、瓦兹河谷省和伊夫林省。
与叙宰接壤的市镇（或旧市镇、城区）包括：韦克桑地区弗勒内勒。

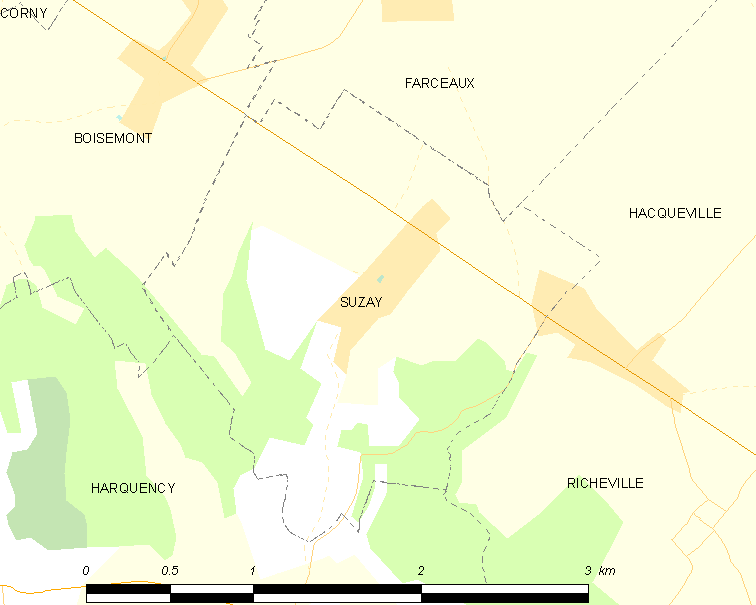
叙宰的OSM定位图

叙宰的时区为UTC+01:00、UTC+02:00（夏令时）。

## 行政
叙宰的邮政编码为27420，INSEE市镇编码为27625。

## 政治
叙宰所属的省级选区为莱桑德利县。

## 人口

1962-2008年间叙宰人口变化图示

叙宰于2022年1月1日时的人口数量为344人。